# 安達西貝-曼塔迪亞國家公園
安達西貝-曼塔迪亞國家公園（Parc national d'Andasibe-Mantadia）是馬達加斯加的國家公園，佔地155平方公里，距離首都塔那那利佛約140公里，成立於1989年，海拔高度900米至1,250米，每年平均降雨量1,700毫米。

## 外部連結
- Official website
- Plant photograph from Mantadia National Park
- Wild Madagascar - Andasibe-Mantadia （页面存档备份，存于）